# Cernotina cingulata
Cernotina cingulata är en nattsländeart som beskrevs av Oliver S. Flint Jr. 1971. Cernotina cingulata ingår i släktet Cernotina och familjen fångstnätnattsländor. Inga underarter finns listade i Catalogue of Life.